# 인민혁명군 (아르헨티나)
인민혁명군(스페인어: Ejército Revolucionario del Pueblo; ERP 에헤르시토 레볼루시오나리오 델 푸에블로[*]는 아르헨티나 노동자혁명당의 당군이었다.

## 같이 보기
- 더러운 전쟁
- 몬토네로스